# Кастер (округ, Айдахо)
Ка́стер (англ. Custer) — округ в штате Айдахо. Административным центром является город Чаллис.

## История
Округ Кастер был основан 8 января 1881 года. Он был назван в честь обнаруженного в 1876 году золотого прииска имени генерала Кастера. Первыми белыми людьми, прошедшими землями округа в 1824 году, были торговцы пушниной и исследователи. В 1860-е—1870-е годы на территорию округа пришли старатели и рудокопы.

## Население
По состоянию на июль 2008 года население округа составляло 4 254 человек. С 2003 года население увеличилось на 3,30 %. Ниже приводится динамика численности населения округа..

## География

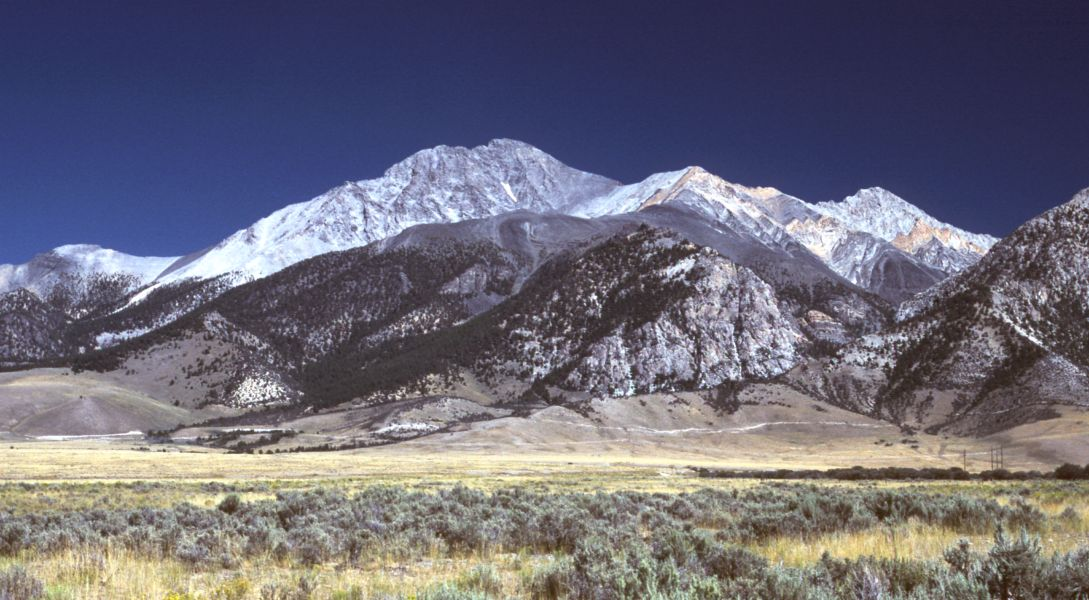
Бора-Пик, высочайшая гора штата

Округ Кастер располагается в центральной части штата Айдахо. Площадь округа составляет 12 786 км², из которых 29 км² (0,23 %) занято водой.
В восточной части округа расположен высочайший в Айдахо горный хребет Лост-Ривер. В него входит гора Бора-Пик, вершина которой на высоте 3859 метров является самой высокой точкой штата. На западе округа протянулся хребет Соутут.
|              |        | Лемхи, Блейн |
| Валли        | север  | Бьютт        |
| Валли        | Кастер | Бьютт        |
| Валли        | юг     | Бьютт        |
| Элмор, Бойсе | Блейн  |              |

### Дороги
- — US 93
- — SH-21
- — SH-75

### Города округа
- Клейтон
- Лост-Ривер
- Маккай
- Стенли
- Чаллис